# Oreopanax striatus
Oreopanax striatus är en araliaväxtart som beskrevs av M.J.Cannon och Cannon. Oreopanax striatus ingår i släktet Oreopanax och familjen Araliaceae. Inga underarter finns listade.